# セント・キルダ
セント・キルダ （St Kilda、スコットランド・ゲール語:Hiort）は、イギリス領の孤立した群島。北大西洋、ノース・ウイスト島の64km西北西にある。スコットランド、アウター・ヘブリディーズの最西端の島々である。最大の島はヒルタ島で、イギリスで最も高い、海岸に面した断崖絶壁がある。その他はダン島、ソアイ島、ボーレー島である。これらの島は家畜の放牧や海鳥の猟が行われていた。セント・キルダは行政上はComhairle nan Eilean Siarのローカル・オーソリティー・エリアに属する。
セント・キルダには少なくとも2000年間、人が暮らしてきた歴史があったが、人口はおそらく180人を超えることはなかっただろう（1851年以降は100人を切った）。1930年、4島のうち唯一の有人島であったヒルタから住民全体が避難した。夏のあいだは科学者たちや保全作業員、ボランティアがやってくるものの、現在、唯一1年を通じて島に暮らすのは、防衛担当者だけである。
セント・キルダという名称の起源は推測だけである。島の文化遺産には、有史以前の時代からの様々なユニークな建築の構造が含まれている。しかし島での生活を記した最古の記録は中世後期以降のものである。Hirtaにある中世の村は19世紀に再建された。しかし、宗教的な熱意が影響して、観光を通じて外部との接触の機会が増え病気がはやり、そして第一次世界大戦が1930年の全島避難を後押しすることとなった。セント・キルダの物語は、オペラを含め芸術的な解釈を集めている。
群島全体を所有するのはナショナル・トラスト・フォー・スコットランド（en）である。1986年、スコットランドに5箇所あるUNESCO世界遺産の1つとなり、セント・キルダはその自然と文化資質のため、世界でも数少ない地位を保持している。2つの種類の異なる古い種類のヒツジがこれらの離島で生き延びてきた。新石器時代の種であるソアイ種、鉄器時代の種であるボーレー種である。島は多くの貴重な、シロカツオドリやニシツノメドリ、フルマカモメといった海鳥の繁殖地でもある。セントキルダミソサザイとセントキルダモリアカネズミは島独自の亜種である。夏になると、セント・キルダのかつての住民がそのままの状態で残していった多くの壊れた建物を修復するため、ボランティアの一団が島を訪れる。島は、1957年にできた小さな軍事基地と共存している。

## 由来

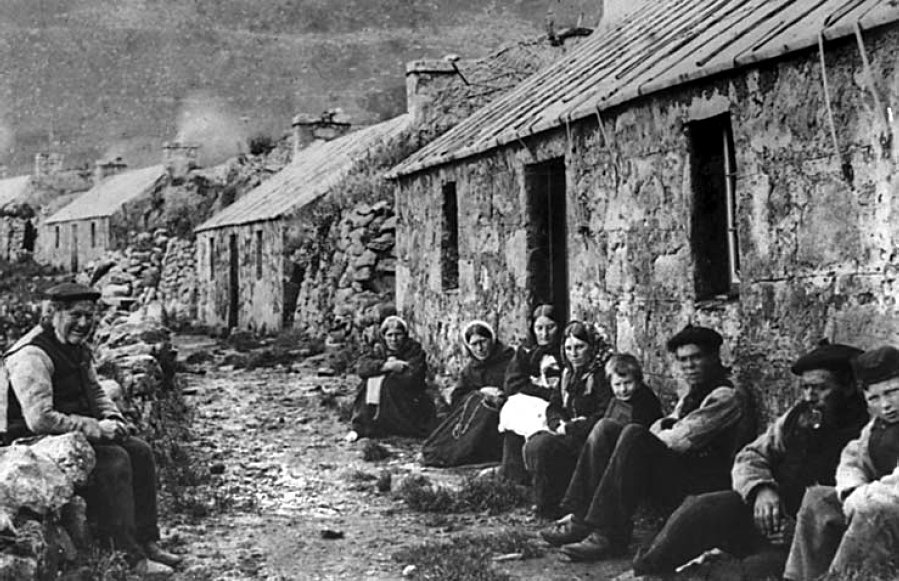
1886年の島の通り

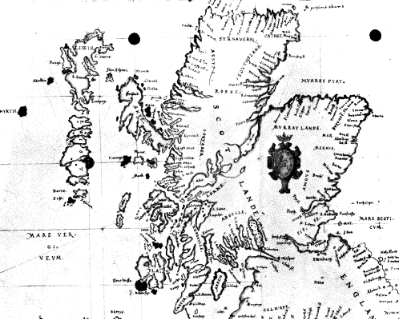
1580年のCarte of ScotlandeではHirtaのことであろう、Hyrthの名とSkaldar（Haskeir）の名がその北東に見られる

聖キルダの名で知られる聖人はいない。16世紀後半にまで遡る名称の由来だと、諸説が挙げられている 。ハズウェル＝スミスは、セント・キルダの名称すべてが1666年のオランダの地図に初めて記されたと述べた（2004年）。そして名前はノルド語のsunt kelda（清らかな井戸水）に由来するか、Tobar Childaの泉が聖人に捧げられたという、誤ったオランダ語の仮説に由来する可能性をあげている（Tobar Childaは恒真式の地名であり、ゲール語とノルド語で「井戸」または「水源」、「源」を意味するwellの組み合わせ、well wellに由来する）。1697年に島を訪れているマーティン・マーティン（en、スコットランドの文筆家）は、セント・キルダの名が「かつてこの地に住んでいた一人のKilderからとられた。彼の名は大きなToubir-Kildaの水源からとられたものだ。」と信じていた。
マクリーンは、同じくヒルタ、Childaの泉は古ノルド語の破片からきたのだと示唆している（1972年）。1588年の地図ではキルダ（Kilda）の名で群島が判別できる。彼はまた、カルディス（Culdees）を参照することができると推測する。カルディスは島にキリスト教をもたらしたとされる隠者の名である。または、カルディスは群島最大の島のゲール語名が崩れて生じたものだとする。島民がlのようにrを発音する傾向にあったからである。従って、習慣的に島はHiltaと呼ばれていた。スティールは、この案に重みを加えた。島民が「ややしわがれ声で」Hを発音することに注目したのである。すると、HirtaはほぼKildaに聞こえるようになる（1988年）。同様に、セント・キルダ住民が1960年代にエディンバラ大学スコットランド学部の聞き取りを受けた際、個々の話者がtの古い活用を用いた。ann an t-Hirte （[ˈan̪ˠən̪ˠ ˈtʰʲrˠt̪ə]）とgu Hirte（[kə ˈhirˠʃt̪ə]）のようにhの子音弱化が起きていた。
マクリーンはさらに、オランダ人が単純な地図製作法上の誤りをしたのだと示唆する。HirtaとSkildarを混同したのだという（1972年）。Skilderとは、アウター・ヘブリディーズの中心に近い小島、Haskeir島の古い名称である。クインは、名称が一連の地図製作上の誤りに由来するという仮説をあげている（2000年）。古いアイスランド語で盾を意味するSkildirが最初に使われ始め、Skildarとして1583年のニコラ・ド・ニコレーの地図上に現れたとする。こうして仮説が進むと、1592年のルーカス・J・ヴァゲナールの図表は、末尾にrがなく、Sの後にピリオドがつく誤りを転写し、S.Kildaとなっている。これは、順番にそれぞれ異なる人物がセント・キルダは聖人に由来すると仮定したためで、数世紀にわたってSt.Kildaのかたちが使われてきたのである。
St.Kildaとなる以前からあるHirtaの語源は、同様に解釈が明らかになっている。1703年にマーティンは、「Hirtaはアイルランド語で西を意味するIerからとられた。」と断言している。マクリーンはいくつかの選択肢を提供している。そこには、不特定だが、「ケルト語で暗がりまたは死を意味する」とか、「スコットランド・ゲール語で西の土地を意味するh-Iar-Tìr」だというものが含まれている。13世紀初頭のアイルランドへの航海を記したアイスランドのサガにおいては、Hirtirの島々を訪れたことが記載されている。彼はHirtaの形状がシカに似ていると指摘している（Hirtirはノルド語でシカである）。1998年にスティールは、1829年から1844年まで島で暮らしたニール・マッケンジー牧師の、島の名前はゲール語で「高い土地」を意味するÌ Àrdに由来するという見解を引用する。さらなる可能性として、ノルド語で羊飼いを意味するHirtが挙げられている。似たような調子で、1966年にマリーは、ノルド語のHirðöは（Hirthaと発音する。意味は群島）語源かもしれないと挙げている。島々の名前と上記に挙げられた名前はすべてコーツによって議論されている（1990年）。

## 地理

セント・キルダ群島の地図

セント・キルダ群島は第三紀の火成岩地層、花崗岩や斑レイ岩から構成され、ひどく風化が進んでいる。群島は、海面下の海底台地からおよそ40m上昇している、遥か昔に消滅した輪火山の跡である。
670ヘクタールの範囲の中で、ヒルタ島が群島最大の島で、群島の陸地面積78%以上を占める。次いで99ヘクタールのソアイ（英語でヒツジの島を意味する）、86ヘクタールのボーレー（英語で要塞化された島を意味する）である。ソアイはヒルタの0.5km北西にあり、ボーレーはヒルタの6km北東にある。群島には小島と、スタック・アン・アーミン（en）、スタック・リー（en）、スタック・レヴェニッシュ（en）といった海食柱がある。南西の季節風から湾の村を守る役割を持つダン島は、昔は自然のアーチでヒルタ島とつながっていた。マクリーンは、スペインの無敵艦隊敗北から逃れてきたガレオン船に当たってアーチが壊れたと示唆している（1972年）。しかしミッチェルやフレミングのような他の説においては、より信頼できる（ロマン的要素は少ない）説明を掲示している。アーチは単に、毎年冬に島々を打ちのめす複数の嵐の一つにさらわれたのだとしている。

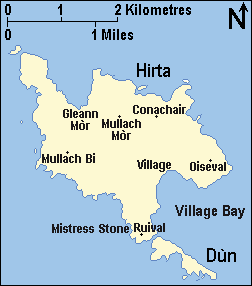
ヒルタとダンの地図

群島の最高地点は、ヒルタ島にあるコナシェア（Conachair、信号を意味する）で、村のすぐ北にあり、標高は430mである。南東にあるOisevalは標高290m、そしてコナシェアの真西にあるMullach Mòrは361mである。西側の崖に面したRuivalは137m、Mullach Biは358mである。ボーレーは384mに達し、ソアイは378mである。他には見られないスタック・アン・アーミンの海食柱は、高さ196mであり、スタック・リーは高さ172mで、これらはブリテン諸島内最大級の海食柱となっている。
現在のセント・キルダ群島唯一の定住地は、ヒルタ島にあるベイ村（スコットランド・ゲール語: Bàgh a' Bhaile/och Hiort）である。ヒルタ北岸のGleann Mòrとボーレー島の定住地は、ごく初期に定住した跡である。ヴィレッジ湾に入ってヒルタに海側から接近すると、標高の高い丘陵に挟まれた半円形の小さな定住地が指し示される。これはベイ村だと誤解を招く恐れがある 。コナシェアの北面全体は最大427mの高さの、海へ向かって切り立った崖で、ブリテン諸島内で最も高い海食崖である。

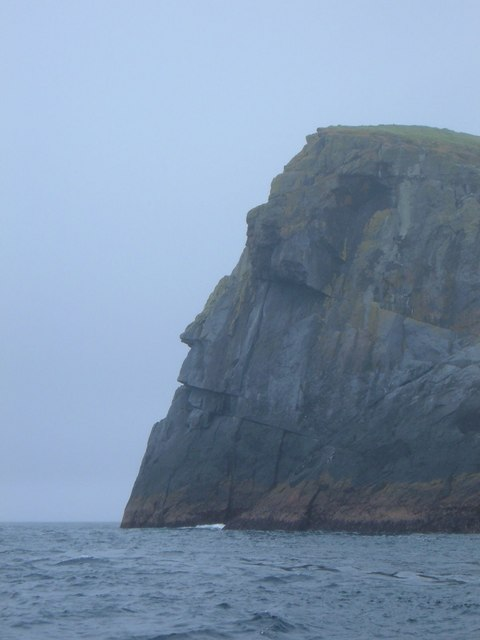
スタック・レヴェニッシュ。人の顔のようなシルエット

群島は、ブリテン諸島内で最も壮観な海食崖の多くある場所である。バクスターとクラムリーは1988年に、セント・キルダは「神がかつて狂気の中で生み出した、華美で豪華な景観は不必要であるとすべてを怒った、神の不完全な貯蔵物である。島々は本土の腐敗した影響から100マイルの大西洋上に孤立して、最西端の島々からさらに40マイル西に、無作為に散らばった。神は自分にとって最良の部分を保存し、狂気の証しとして周囲に島々の一区画を織り上げた。」と示唆している。
セント・キルダは最も近い陸地から64km離れている。およそ129km彼方にある、スカイ島のCuillinの山頂尾根からに限って見えるほどの遠さである。気候は、雨の多い海洋性気候である。雨は1400ミリに達し、湿度が高い。気温は総じて冷涼で1月の平均気温は5.6℃、7月の平均気温は11.8℃である。冬には特に季節風が強く、南からと南西から吹く。風速は平均時速13kmになり、時間の85%吹き荒れる。さらに時速24km以上の風が時間の30%を占めている。強風は1年で時間のうち2%未満発生するが、時速185kmの突風や、さらに速い風が定期的に発生する。時速209kmの風が時折海面近くで記録されている。干満の差は2.9mで、海のうねりが5mにまで頻発する。このために一年中どんなときも上陸が困難であったり不可能であったりするのである。しかし、海洋の存在が島々を雪から守っている。降雪は年間わずか10日間ほどしかない。
セント・キルダが遠隔地であることと、海洋性気候は、イギリス国内にある数少ない離島、フラナン諸島、ノース・ロナ島、Sula Sgeir（en）、アウター・ヘブリディーズの南端にあるビショップ島と一致する。行政上、セント・キルダは歴史的なインヴァネス・シャイア、ハリス島のシビル・パリッシュに属する。現在はユニタリー・オーソリティー（en）であるComhairle nan Eilean Siarに属している。

## ヒツジ

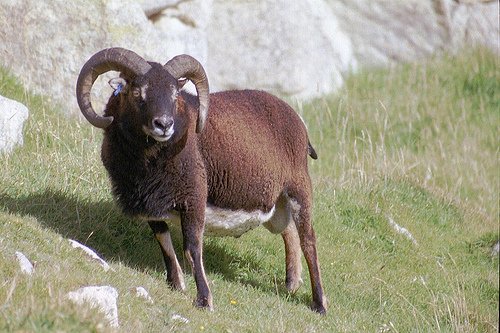
ヒルタ島のソアイ種ヒツジ

セント・キルダ島人は、ヒルタとボーレーで種類の異なる2000頭のヒツジを飼ってきた。この中にはヘブリディーズの品種である、スコティッシュ・ダンフェイス種（鉄器時代を通じてブリテン諸島内で育まれたのと同じ原始的なヒツジ）がある。島からの避難が行われたとき、島民のヒツジ全頭がヒルタから出されたが、ボーレー島のヒツジは野生のまま残され、これらが現在ボーレー種とみなされている。ボーレー種はイギリスで最も希少な品種の一つで、ダンフェイス種の数少ない子孫の一つである（一部のスコティッシュ・ブラックフェイス種の血統が19世紀にもたらされてはいるが）。
他にも別の種類のヒツジがセント・キルダとつながりを持っている。これは黒く、4本の角を持っており、かつてはセント・キルダ種として知られていたが、現在はヘブリディアン種と呼ばれている。これはおそらく、ノース・ウイストを含むヘブリディーズの別の場所からやってきたダンフェイス種の血統である。この種は19世紀にスコットランド本土やイングランドの公園内で広く飼育されていた。なぜセント・キルダ種と呼ばれ、どんなつながりがあるかは明らかではない。
非常にアクセスの悪いソアイ島にいるヒツジはユニークな種である。このヒツジは野生動物として生息しており、島の所有者の私有物であり、島民の私有ではなかった。これらはソアイ種と呼ばれ、新石器時代のヨーロッパにいた古いヒツジの末裔と考えられている。体が小さく、尾が短く、体毛は茶色、腹は白の毛で覆われていて、羊毛は自然に脱皮する。およそ200頭がソアイ島に残っているが、その他の野生種グループは、避難の際に羊のいないヒルタ島へ連れてこられてそこに根付き、今や600頭から1700頭になっている。わずかなソアイ種が、彼らの耐寒性と小さな体格、普通にない特徴を評価され、世界の別の場所で繁殖集団をつくるため輸出されている。ヒルタとソアイでは、ヒツジは波しぶきにさらされる場所でよく育つオオバコ、オオウシノケグサ、オオバコ科のプランタゴ・マリティマ、ハマカンザシの牧草地を好む。

## 野生動物

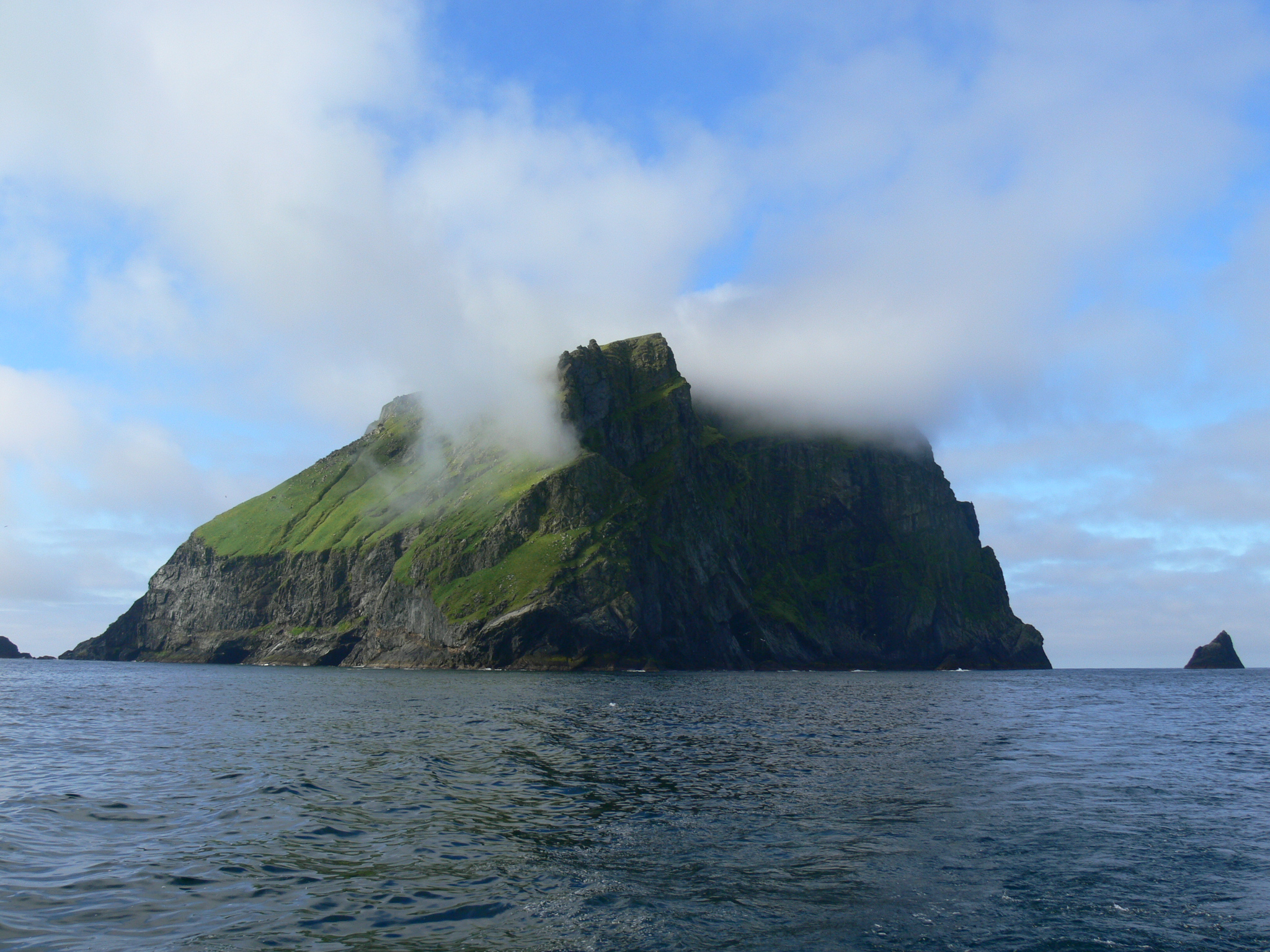
霧に包まれたソアイ島

セント・キルダは、多くの重要な海鳥の種の繁殖地となっている。シロカツオドリの世界最大の繁殖地となっており、3万羽のつがいがいる。これはシロカツオドリの世界全体の数の24%を占めている。49000羽のコシジロウミツバメの繁殖ペアがおり、これはヨーロッパにおけるコシジロウミツバメの90%にあたる。ニシツノメドリの136000羽のつがいは、イギリス国内で繁殖するつがいのうちおよそ30%であり、67000羽のフルマカモメのつがいは、イギリス全体のフルマカモメの13%を占めている。ダン島はブリテン諸島のカモメの大規模な繁殖地となっている。1828年より以前のセント・キルダは、イギリス唯一の海鳥の繁殖地であった。しかしそれ以降海鳥の生息範囲が広がり、キンカーディン・シャイアのファウルズヒュッハ（en）のような他の場所に生息地を拡大した。セント・キルダはブリテン諸島内で最後にオオウミガラスが見られた場所で、1840年7月、スタック・アン・アーミンにて最後のオオウミガラスが撃ち殺された。2007年、セント・キルダに生息するトウゾクカモメが、コシジロウミツバメの最新の研究中に、異常行動を行った。暗視ゴーグルを使用して、夜間にエコロジストは、トウゾクカモメがコシジロウミツバメの狩りを行う様子を観察した。すると、海鳥を狩るために驚くべき戦略を行っていた。
セント・キルダ固有の野生動物の分類群が2つある。1つは、ミソサザイの亜種セントキルダミソサザイ（Troglodytes troglodytes hirtensis）である。もう1つは、セントキルダモリアカネズミ（Apodemus sylvaticus hirtensis）の名で知られるモリアカネズミの亜種である。3番目の固有動物に分類されるのは、セントキルダイエネズミ（Mus musculus muralis）の名で知られるハツカネズミの亜種であったが、このネズミは人の住む集落や建物と密接につながっていたため、住民の避難後に絶滅した。セントキルダイエネズミは、フェロー諸島のミキネス島で見つかった亜種（Mus musculus mykinessiensis）と共通の特徴を持っていた。ハイイロアザラシは現在ヒルタで繁殖しているが、1930年の全島避難以前は繁殖を行っていなかった。
セントキルダタンポポ（Taraxacum pankhurstianum）は、タンポポのセント・キルダ固有種として2012年に認められた。
群島が他から隔絶していることが、生物多様性の欠如をもたらした。チョウとガの58種しか群島で生息していない。対照的に西部島嶼部では367種の存在が報告されている。植物の生態は、塩水が飛んでくること、強風、酸性の泥炭質土壌に大きな影響を受けている。樹木は群島では育たず、一方で130種の様々な草花、162種の菌類、160種のコケ植物がある。稀少な種が194種ある地衣類の中にある。ケルプ（昆布）が、多様性に富んだ海洋性無脊柱動物の生息する周辺海域で繁茂している。
ヴィレッジ湾の砂浜が、夏には短く砂が伸張するのに対し冬に後退し、島の本体をなす巨石が露出してしまうのは異常である。1953年に行われた浜の調査では、たった1つの種が存在することを確認した。甲殻類のワラジムシ目Eurydice pulchraである。

## 島での生活

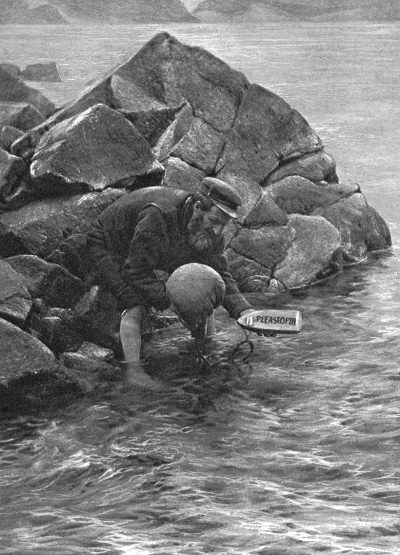
セント・キルダのメイルボート

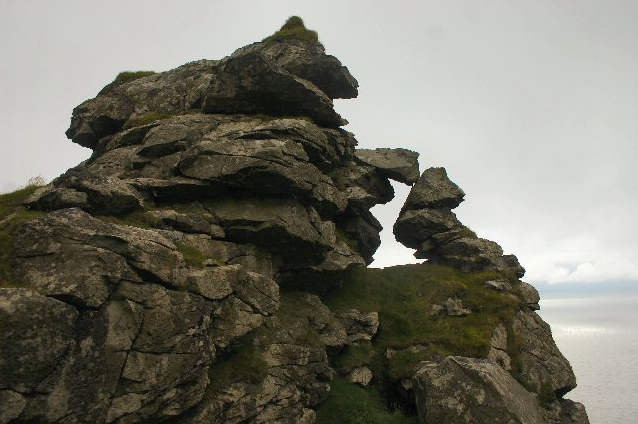
ミストレス・ストーン

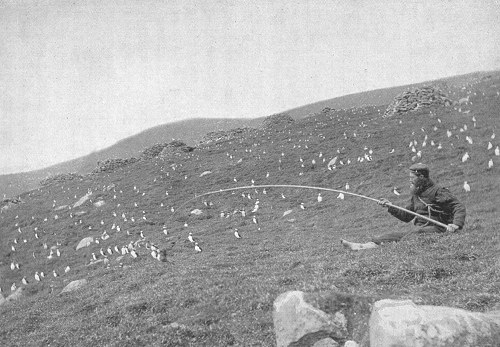
ツノメドリ狩りをする男性。1898年

近年の解説者のほとんどが、セント・キルダにおける生活の第一のテーマは「孤立」であると認識してきた。マーティン・マーティンが1697年に島を訪れたとき、海を渡る唯一の手段は甲板のない船で、手漕ぎと帆走で数日間かかり、秋から冬にかけてこうした旅は不可能だった。全ての季節を通じて高さ12mまでの波がヴィレッジ湾を打ちのめし、穏やかな天候の日であっても海水で滑りやすい岩の上に着岸するしかなく危険であった。距離と天候で他とは隔絶され、島の住民は本土や国際政治についてわずかしか知らなかった。1746年のカロデンの戦い後、小僭王チャールズ・エドワード・ステュアートと、彼の側近である年長者のジャコバイトの一部が助けられてセント・キルダへ逃亡したという噂が流れた。遠征が行われ、やがてイギリス軍兵士たちがヒルタ島へ漂着した。彼らが見つけたのは寂れた村であった。同時に島民たちは兵士たちを海賊と勘違いし、島の西にある洞窟へ避難していた。島民たちが洞窟から出てくるよう説得されると、兵士たちは、孤立した島で育った人々が小僭王のこともジョージ2世のことも聞いたことがないという事実を知った。
19世紀後半ですら、島民たちはコナシェアの頂上でかがり火をたき、沖合を通過する船がそれを見つけることを期待するか、セント・キルダのメイルボート（St Kilda mailboat）を利用するしか、世界の他の場所と通信する方法はなかった。このメイルボートは、1877年に島を訪れたジョン・サンズが発明した。サンズの滞在中、9人の水兵を乗せたままオーストリアの船が難破した。また、2月までに島への供給は滞っていた。サンズは、Peti Dubrovacki号から引き上げられた救命ブイにメッセージをくくりつけ、海へ投げ込んだ。9日後、メッセージはオークニー諸島のビルセーで拾われ、救助の手はずが整えられた。サンズの発案を踏襲した島民は、木片で船の形をつくり、ヒツジの革でできた浮き袋をくくりつけ、その中にメッセージ入りの小さな瓶や缶を入れた。風が北西から吹くとメールボートが海中に投じられ、メッセージの2/3はスコットランド西岸で発見されるか、ノルウェーで発見されることもあった。
セント・キルダでの生活のもう一つの特徴は、食であった。島民はヒツジとわずかなウシを育て、限られた量の食用作物（オオムギやジャガイモ）をヴィレッジ湾にある水はけの良い土地で育てていた。サミュエル・ジョンソンは18世紀に、「セント・キルダ住民はヒツジの乳からわずかなチーズをこしらえていた。」と報告している。彼らは全般的に釣りを避けていた。周辺の海は荒海であり、天候が予測不可能だったからである。彼らの食料供給の主力は、豊富な海鳥、特にカツオドリとフルマカモメであった。島民は海鳥の卵を採り、幼鳥の肉を新鮮なうちでも貯蔵しても食べた。ツノメドリの成鳥も、野鳥捕獲の囮とするため捕まえた。しかし、島民のこうした生活は相当な代償を払ったものだった。1799年にヘンリー・ブロアムが島を訪れたとき、「腐った魚や、あらゆる種類の悪臭、海鳥の汚物が化合して、ほとんど耐え難いほどの悪臭となって空気中に万延している。」と記している。1877年、サンズによってTaigh an t-Sithiche（妖精の家を意味する）が発掘されると、様々な石器の中からカツオドリ、ヒツジ、ウシ、カサガイの遺骸が出てきた。建物は1700年前から2500年前のもので、セント・キルダ住民の食は千年かけて少しずつ変わっていったことを示唆している。道具は確かにセント・キルダ住民の使用したものであった。同様の道具がまだ使用されているばかりか、それらに名前が書かれていたのである。
こうした野鳥捕獲活動にはクライミングのかなりの能力を必要とした。特に険しい海食柱に登らねばならなかったからである。重要な島の伝統として、ミストレス・ストーン（Mistress Stone）がある。Ruival北西の小さな渓谷からぶら下がった岩の上で、ドア状の開口部である。島の若者たちは自分自身が妻を娶るにふさわしいかどうか証明するため岩場で儀式を行う必要があった。マーティン・マーティンは以下のように記している。

村から南、岩に面したところに、ミストレス・ストーンの名で知られる有名な石があった。それは正確に言えばドアに似ていた。この岩は非常に目の前に迫っており、高さは垂直で120から180フィートあった。その姿は1マイルの距離があっても識別可能だった。このドアの楣の上に立って、全ての求婚者は古くからの慣習に従い、彼の恋人の彼に対する愛のため、自らの愛の証を示す栄誉を得た。彼は左足だけで半身を支えて岩の上に立った。さらに彼は右足を左側に出し、この姿勢でお辞儀をした。彼はさらに両手の拳を右足の方に出した。これらの行動を終え、世界で最も素晴らしい恋人にふさわしい人物だと証明された後も、彼がどんな小さな評判も得ていないことは常であった。島民たちは、ミストレス・ストーンで成し遂げたことが常に望み通りの成功を伴うのだと、固く信じていた。これは島での習慣であり、住民のうちの一人が非常に大真面目に、私が島を去る期日を教えてくれるよう頼んできた。彼は、私が島を去る前にこの行事を見られると思い、勇気を見せようとこの習慣を実行しようとしたのだ。私は彼に、同時に自分の命と自分の恋人を失ってしまうであろうこの行いは、私にとって逆効果となるだろうと話した。

セント・キルダでの生活のもう1つの側面は、毎日の「議会」であった。これは、朝の祈りの後、村の通りで開催された朝の会議である。会議には成人男性全員が出席し、一日の活動を決めていた。誰も会議を主導せず、全員が発言権を持っていた。スティールによれば（1988年）、「議論は頻繁に住民の不和のもととなったが、地域社会の恒久的な分裂をもたらすほどの苦い確執がこれまでの歴史に残ったことはない。」。自由社会のこの概念は、2004年10月から使用されているスコットランド議会の建物を設計したカタルーニャ人建築家、エンリック・ミラジェスのヴィジョンに影響を与えた。
どんな窮乏にあっても、セント・キルダ住民はいくつかの点で幸運だった。隔離された場所での生活は、他の場所で生活した場合に経験する弊害から免れていたからである。マーティンは1697年に指摘している。「真の自由の快適さを感じている、世界でほぼただ一つの住民だとして、一般的な人類よりも幸福そうな人々」であったと。そして19世紀には、セント・キルダ住民の健康と幸福さはヘブリディーズ住民のそれと好意的に比較された。彼らの社会はユートピア的なものとは異なっていた。島民は自らの資産を守るための独特の鍵を持っており、金に関する犯罪は軽犯罪とされていた。それにもかかわらず、セント・キルダ住民が戦争で戦ったことが知られておらず、島民が犯した重罪について4世紀間にわたって記載がされていない。

## 歴史

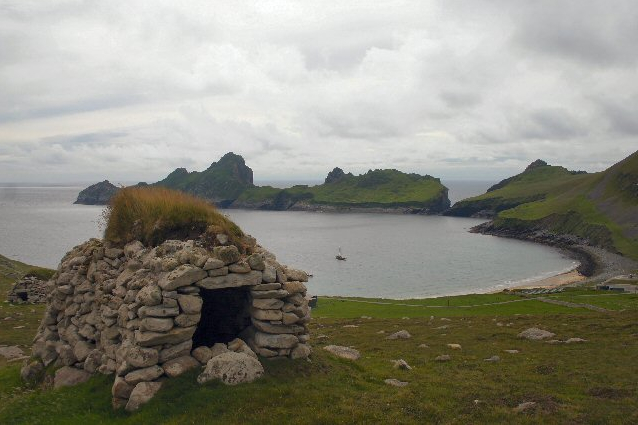
ヴィレッジ湾に面した石造りのcleitean。建物上部には芝が帽子のように乗っている

### 先史時代
しばらく前から、セント・キルダには2000年かそれ以上、青銅器時代から20世紀まで継続して人が暮らしてきたことが知られている。最近、古い新石器時代の集落の直接的な証拠が浮かび上がった。ヘブリディーズ諸島で作られていた陶器と同じ様式の破片が、村の東で見つかっている。その後石器のための採石場がMullach Sgarで発見された。多くの石でできた石斧、臼、ナイフがその後ベイ村から見つかった。cleiteanはユニークな石造りの倉庫である。これらの用具はおそらく新石器時代からのものである。

### 14世紀から17世紀
セント・キルダの最初の記録は、1202年にアイスランドの聖職者が避難するときに「Hirtirと呼ばれた島々」（the islands that are called Hirtir）と記したものである。初期の報告ではブローチ、鉄の剣、デンマークの硬貨の発見に言及している。そして朽ちることのないノルド語の地名は、ヒルタにおいてヴァイキングの存在が途切れなかったことを示したが、現在は目に見える証拠は失われている 。最初の英語による記述は、年代記作家ジョン・オブ・フォーダンが「イルトの島はシルシウスの合意の下にあり、世界の余白にある。」（the isle of Irte, which is agreed to be under the Circius and on the margins of the world）と記した14世紀後半からである。島は歴史的にハリス島のマクラウド家の所領であった。マクラウド家はセント・キルダの地代の徴収やその他職務の責任を負う財産管理人であった。島々を訪問した最初の詳細な報告は、1549年にドナルド・マンローが行った時にさかのぼる。マンローは以下のように記している。「住民は素朴で貧しい暮らしをしており、まったくといっていいほど宗教教育を受けていないが、ハリス島のマクラウド家の財産管理人または彼の代理人が一年に一度、子供たちに洗礼を施す牧師を連れて真夏に船でやってくる。」
牧師の最善の努力にもかかわらず、1822年のジョン・マクドナルド牧師が島へ赴任するまでは、島民の孤立と自然界の恵みへの依存は、彼らの哲学がキリスト教の教義と同じくらいドルイド僧の教義とつながりを持っていたことを意味した。マコーリーは、ドルイドの祭壇が5箇所あったこと（この中にはボーレー島の、地面に垂直に固定された大規模な石柱の円が含まれた）を報告している（1764年）。
コロンゼーのマクドナルドが1615年にヒルタ島を荒らし、ヒツジ30匹を連れ去り、オオムギの樽を奪っていった。島は有り余るほどの富に関する評判を持つようになった。マーティンが訪問していた1697年には、セント・キルダ人口は180人であり、財産管理人は最大60人の一団で旅していた。彼は近隣の島の仲間の中から最も貧弱な者を選び出し、定期的にセント・キルダへ同行させ栄養豊かで豊富に供給される食事を楽しませた。彼らはそうやって原始的な島へ行き、いつもの健康と強健さを取り戻していた。

### 18世紀から19世紀の宗教と観光

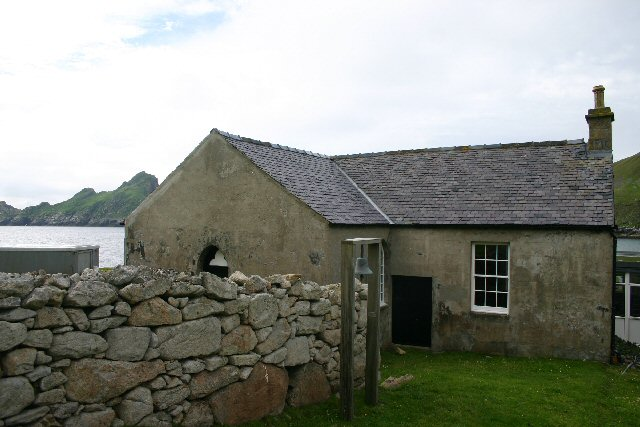
1884年に教会に付属するかたちで建てられた校舎

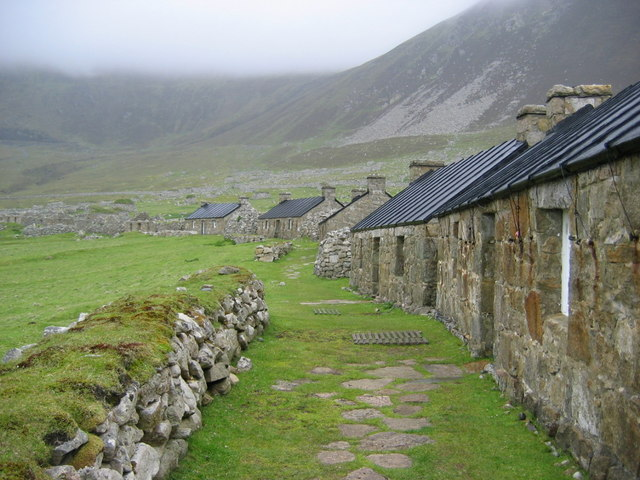
2006年5月に撮影された村の通り。廃屋となっていた家の修復が行われ、新しい屋根が作られている

18世紀にセント・キルダを訪れた船から、コレラと天然痘がもたらされた。1727年の人命の損失はひどく、生き残ったごくわずかな住民はボートに乗っていた者だけだった。減少した住民を補うため、ハリス島から新たな世帯がセント・キルダへ渡った 。1758年、人口は88人に増え、世紀末までに100人近くに達した。この人口は18世紀から一定の状態にあった。1851年、36人の島民がプリシラ号に乗船してオーストラリアへ移住していった。この人口減を島が取り戻すことはなかった。移民は、1843年の分裂（en）によってスコットランド自由教会が設立された数年間、教会と牧師館におけるレアード（en、男爵以下でエスクワイア以上とされたジェントリ階級のこと）締め出しへの応答であった。
人口減少の要因の1つはこのように宗教の影響を受けていた。1705年、アレグザンダー・バカンという宣教師がセント・キルダにやってきた。しかし彼の長期滞在にもかかわらず、組織化された信仰理念が受け入れられることはなかった。この状況を変えたのが、「北の使徒」と呼ばれたジョン・マクドナルド牧師が1822年にやってきた時である。彼は熱意を持って自らの使命を定め、島に到着してから11日間で13もの長い説教を行った。個人的にマクドナルドは住民の宗教的な知識が欠けていることに愕然としていたが、彼は定期的に本土へ戻って、セント・キルダ住民のために資金を調達してきた。島民たちは熱心に彼を好きになった。そして8年間を過ごしてマクドナルドが島から去ったとき、人々はむせび泣いた。1830年7月3日に到着したマクドナルドの後任、ニール・マッケンジー牧師は住み込みのスコットランド教会の聖職者で、住民の環境を大幅に改善した。彼は島の農業を再編し、村の再建に尽力した。そして新しい教会と牧師館の建設を監督した。ゲール語学校協会から支援を受けて、マッケンジーと彼の妻はヒルタ島に正式な教育を導入し、読み・書き・算数を教えるための毎日の通学を開始した。そして日曜学校では宗教教育を行った。
1844年、マッケンジーは任期を終えてセント・キルダを去った。マッケンジーは多くのことを成し遂げたが、外部の権威に依存するセント・キルダ住民の弱点は1865年のジョン・マッカイ牧師の赴任とともに露出した。マッケンジー牧師への好意として島民はスコットランド教会にとどまったにもかかわらず、教会分裂の混乱の時代にセント・キルダ住民は新たにできた自由教会への好意を公にしたのである。新しい自由教会の牧師マッカイは、珍しく宗教的儀式に重点を置いた。彼は、日曜日に3種類の2時間から3時間の奉仕の日課を導入し、出席は事実上強制となった。ある訪問者は1875年にあることを指摘している。「安息日は耐え難い暗い日だった。鐘が鳴る音で全員が悲しそうに目を地面に向け教会に群れ急いだ。これは、右や左に視線を移すことは罪深いとみなされたからだった。」
宗教上の集会に費やされる時間が、島の実用的な日課を深刻なまでに損なわせた。教会内で物音をたてる老婦人や子供たちは長く説教を聞かされ、死後の世界で悲惨な処罰を課されると警告された。島が食糧不足になった期間、救援の船が土曜日に到着したが、聖職者は島民たちに、安息日の教会のために一日準備せよと命じたので、物資が上陸できたのは月曜日だった。子供たちは遊びを禁じられ、どこに行くにも聖書を携帯させられた。マッカイは24年間セント・キルダに滞在した。
観光は、宗教とは異なるが、やはり同じくセント・キルダに不安定な影響を与えた。19世紀になり、蒸気船がヒルタを訪れるようになり、島民はツイード編みや鳥の卵を売って金を稼ぐことが可能になった。しかし観光客がそれらを珍品と扱い、島民は自尊心を犠牲にしなければならなかった。船の到来はかつてなかった病気の流行をもたらした。特に破傷風である。このため19世紀後半、乳児死亡率が約80%にもなってしまった。cnatan na gallまたはボート咳という病気が、ヒルタに船が入ると広まり、生活の規則的な症状となった。
20世紀の転換点にくると、正式な学校教育が再び島の特徴となった。そして1906年に教会は校舎を作るため拡張された。子供たちは今や全員が英語と母語であるゲール語を学んだ。マッカイ牧師によって島へ来ることを拒否されていた助産師の能力が改善され、小児破傷風問題が減少した。1880年代から、北大西洋で漁をするトロール漁船が定期的に島に停泊するようになり、さらなる貿易をもたらした。マッカイ牧師任期中の1875年に避難の話が持ち上がったが、時折の食糧不足と1913年のインフルエンザ流行にもかかわらず、人口は75から80の間で安定していた。数年以内に千年続いた島の歴史が終焉を迎えるという明らかな兆しは見えていなかった。

### 第一次世界大戦

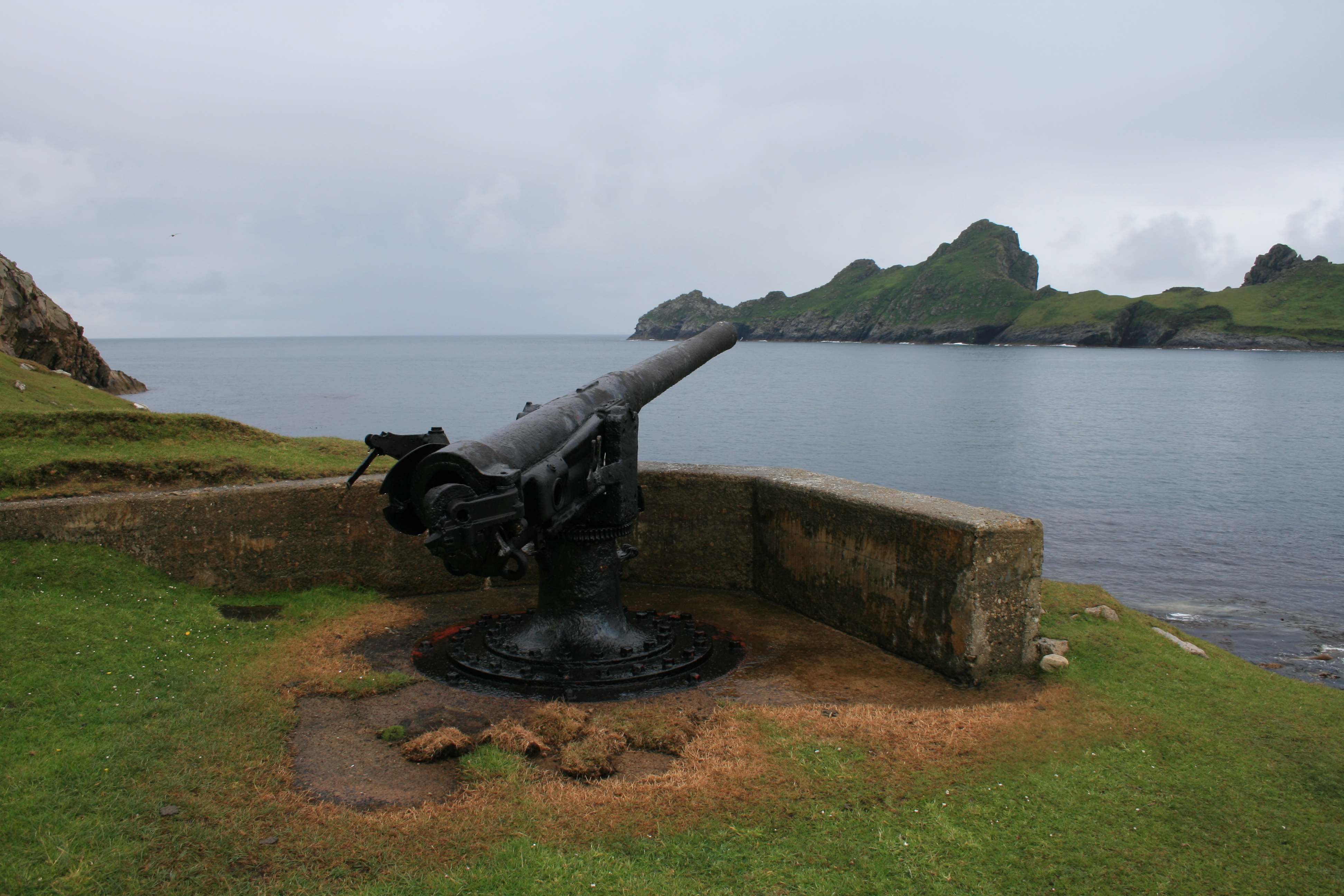
ダン島の方角を向いている4インチ砲

大戦初期、イギリス海軍はヒルタに信号所を設置した。セント・キルダ史上初めて本土との毎日の通信が行われた。対応が遅れ、1918年5月15日朝、ドイツの潜水艦がヴィレッジ湾に到着した。警告を発したあと、島への砲撃が始まった。72発の砲弾が打ち込まれ、無線局が破壊された。牧師館、教会、突堤倉庫が被害を受けたが、人命は損なわれなかった。一人の目撃者は後に回想して、「それはあなたが悪い潜水艦と呼ぶようなものではありませんでした。どの家も吹き倒されていたし、家々は一列に並んでたっていたのですから。潜水艦はただ一つ、海軍の資産を狙っていたのでしょう。子羊が一頭殺されました。砲撃の音を聞くと、ウシは全頭島の一方から反対側に走っていってしまいました。」と述べている。
この攻撃の結果、イギリス海軍QF4インチ砲Mk I - IIIがヴィレッジ湾を見下ろす岬に設置された。しかしそれが軍事利用されることはなかった。島民に対するより大きな長期的意義とは、外の世界との定期的な接触が導入されたこと、通貨を基準とした経済がゆっくりと入ってきたことだった。これはセント・キルダ住民にとっては生活が楽になることだけでなく、むしろ彼らから自立性を失わせた。どちらも、10年ほど後の全島避難の要因であった。

### 避難

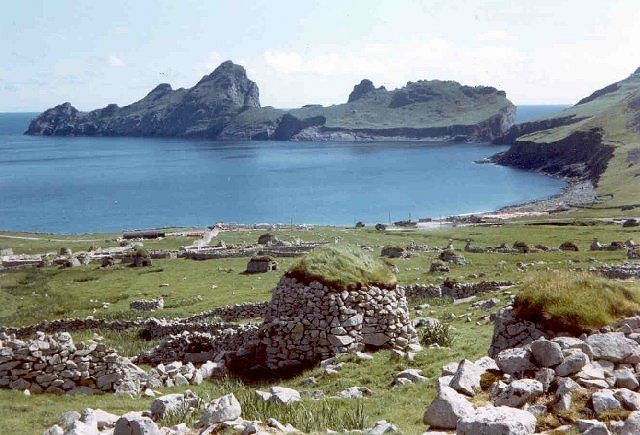
ヴィレッジ湾とダン島

セント・キルダの全島避難には多くの理由があった。島民は、観光や第一次世界大戦中に軍が駐留するまでは比較的孤立してきたが、外の世界との接触で彼らが日常的に窮乏していることに対し代案を模索するように仕向けられたのである。19世紀の訪問者によって島は変えられてしまった。祖先がこの特異な環境で生き残ってきた、そんな生活から島民を切り離してしまったのである。1902年に小さな桟橋が建設されたけれども、島は天候の慈悲に左右されるままであった。
第一次世界大戦後、若い男性のほとんどが島を去った。人口は1920年に73人、1928年には37人になっていた。1926年にインフルエンザに罹患した男性が4人亡くなった後、1920年代に不作が連続して発生した。アバディーン大学が土壌を調査すると、鉛やその他汚染物質に汚染された畑で作物を育てていたことがわかった。それは村の畑に肥料として海鳥の死骸や泥炭灰を使用していたことで引き起こされていた。汚染は非常に長い時間をかけて起きていた。肥料を与える栽培法はより集中的に行われていたし、避難の要因になったのだろう。重荷に耐えられなくなった最後の出来事が、若い女性のメアリー・ジリーズの死とともにやってきた。ジリーズは1930年1月に虫垂炎になり、治療のために本土に搬送された。彼女は後に病院で死亡した。彼女の死因は虫垂炎だと仮定されていたが、1991年にジリーズの息子で、セント・キルダ住民最後の生き残りであったノーマンは、彼女が実際は肺炎で死んでいたうえ、女児を死産していたことを発見した。1930年8月29日、セント・キルダに残っていた36人の住民たちは、自ら希望して、スコットランド本土のモーヴァーンへ移された。

避難の朝は完璧な一日になることが約束されていた。太陽は穏やかに姿を現し、海はきらめき、Oisevalの無表情な崖を温めていた。空は絶望的に青く、ヒルタの緑豊かな風景は非常に無頓着な夢の島のようで、なおのこと別れを困難にした。伝統に従って島民はそれぞれの家の中に、ページを開いた聖書と、ムギの小さな山を置き、全てのドアの鍵を閉め、午前7時にヘアベル号に乗船した。島での最後の数日間の緊張と激務で疲れ果てていたが、彼らは避難のあいだじゅう、陽気に振舞っていたことが報告されている。しかし、ダン島の長い枝角が地平線の下に消え、親しんだ島の輪郭がかすかになっていくと、古くからの絆との断絶は現実のものとなり、セント・キルダ住民たちの顔は涙に取って代わった。

島は1931年にサー・レジナルド・マクラウドからダンフリーズ卿（のちの第5代ビュート侯爵）が購入した。続く26年間の島は静寂に包まれ、夏に時折観光客が訪れたり、セント・キルダ住民の家族が一時的に戻ったりしていた。

### その他の軍事に関する出来事

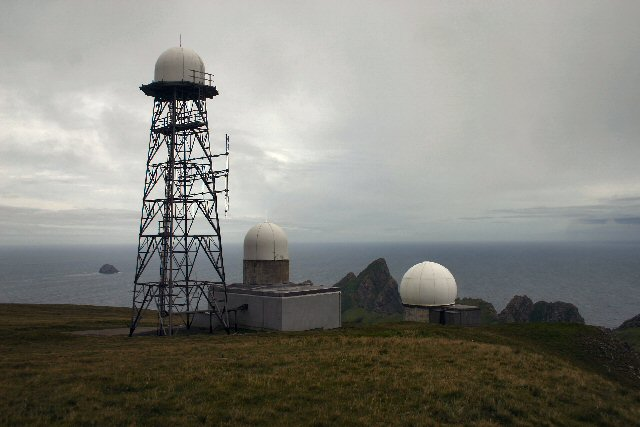
セント・キルダのミサイル追跡レーダー基地

島は第二次世界大戦中に全く活動せず、その間完全に放棄されていた。しかしこの時代に3機の航空機が墜落している。アイラ島のポート・エレンを本拠とするブリストル ボーファイターLX798機が、1943年6月3日から4日にかけての深夜、コナシェアの頂上の100m以内に墜落した。一年後、ノルマンディー上陸作戦の翌日である1944年6月7日の真夜中前、飛行艇ショート サンダーランドML858機が、Gleann Mòrの先で墜落した。教会の小さなプラークは、この事故の犠牲者に捧げられている。ビッカース ウェリントン爆撃機が1942年か1943年に、ソアイ島南岸で墜落している。1978年まで墜落機を調査する正式な試みは行われず、その身元は判明しなかった。残骸の中からカナダ空軍の帽章が発見された。1942年9月28日に偵察中行方不明になったHX448 of 7 OTUのものだったのかもしれない。あるいは、それは1943年2月23日に消息不明となったウェリントン LA995 of 303 FTUを示唆しているのかもしれない。
1955年、イギリス政府はセント・キルダをベンベキュラ島の基地（発射試験とフライトが行われる）にあるミサイル追尾範囲に組み込むことに決定した。したがって、1957年からセント・キルダに再び人が定住するようになった。以後軍事施設が次々と建てられ、それには一般公開されていない簡易食堂が含まれていた。イギリス国防省は、わずかな賃貸料でナショナル・トラスト・フォー・スコットランドからセント・キルダを借りている 。本島のヒルタはまだ、防衛請負業者キネティック社が採用した、月ごとのローテーションで軍事基地で働く少数の民間人が一年を通じて占有している。2009年、国防省は西部島嶼部におけるミサイルテストの範囲閉鎖や、ヒルタ基地を潜在的に無人にしておくことを検討していると発表した。

## 自然保護
1956年8月14日にビュート侯爵が死去すると、彼はセント・キルダをナショナル・トラスト・フォー・スコットランドへ遺贈する遺志を示していたため、彼らは6ヶ月以内に申し出を受け入れた。内省ののち、遺言執行委員会は1957年1月に遺言の執行に同意した。村の改修と保全がゆっくりと始められた。多くが夏期のボランティア作業班の活動であったからである。加えて、野生のソアイ種ヒツジや、自然環境の他の側面の科学研究が始まった。1957年、エリアは国立自然保護区に指定された。
1986年、セント・キルダはスコットランドで初めて、地上における自然の地形から、ユネスコ世界遺産に登録された。2004年、世界遺産は、島そのものと同様に周辺海域の多くの特徴を含むよう拡大された 。2005年、セント・キルダは自然遺産と文化遺産の両方にまたがるグローバルな場所の1つとなった。セント・キルダの島々は、マチュ・ピチュの歴史保護区やアトス山、マロティ＝ドラケンスバーグ公園のような国際的に重要な地と名誉を共有している。
世界遺産としてのセント・キルダは、土地と海を含めて面積24,201.4ヘクタールをカバーする. 。土地面積は854.6ヘクタールである。セント・キルダは、古代モニュメント一覧（en）、ナショナル・シネティック・エリア（en）、自然保護協会特別指定地区（en）、EUの特別保護エリアである。ヴィレッジ湾をヨットで訪問すれば退避所が見つかるが、島に上陸したい場合は事前にナショナル・トラスト・フォー・スコットランドに連絡しなければならない。島にいない動物の持ち込みや、このような脆弱な環境に植物種を持ち込むことについて懸念がされている。
水中洞窟、アーチ、割れ目といったセント・キルダの海洋環境は厳しいが、最高のダイビング体験を提供している。北大西洋の波のうねりの力が強いので、海洋下70mで波の影響が検知されるほどである。2008年、ナショナル・フォレスト・フォー・スコットランドは、ヒルタ島に接岸した漁船スピニングデール号からネズミを一匹たりとも上陸させないとする計画について、スコットランドの環境大臣マイケル・ラッセルの支持を受けた。外からネズミが入り込むことで、島の野鳥の生態を深刻な影響を与えることになると懸念されたからである。幸いにも、4月上旬の野鳥の繁殖期前に、漁船からの潜在的な化学物質である燃料、オイル、餌、食糧を含む容器が、オランダのサルベージ会社によって正常に除去された。

## 建築物

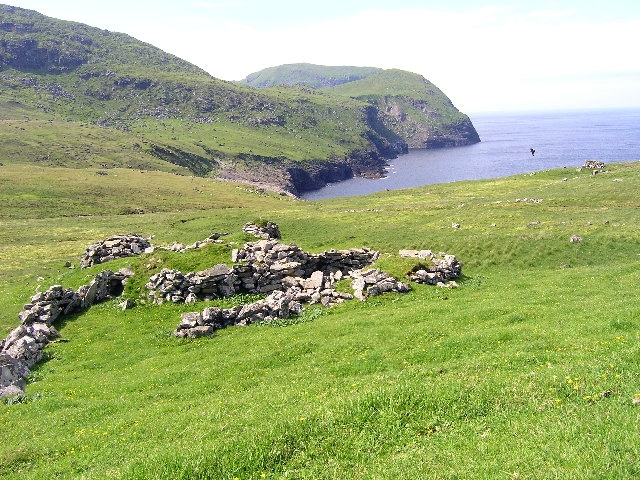
Gleann Mòrの遺構

### 先史時代
セント・キルダにある最も古い構造物は、非常に謎めいている。ヒツジたちを囲い込んでおくためのペン（Pen）が既存の村An Lag Bho'n Tuathから内陸にあり、それは興味深い舟形の石の環が含まれている。土壌サンプルから、起源は紀元前1850年頃と推測されているが、これらはセント・キルダでは珍しくはないし、その目的は不明である。ヴィレッジ湾の北西のGleann Mòrには、20もの角状の構造物がある。全体的に崩れてしまっており、その範囲は3m×3mで、2つまたはより小さな房、2本の湾曲したまたは角状の壁で前庭が構成されている。繰り返すが、このようなものはイギリスにもヨーロッパにも存在せず、本来の使用目的も不明である。また、Gleann Mòrは「アマゾンの家」を意味するTaigh na Banaghaisgeichである。1703年にマーティンが報告しているように、多くのセント・キルダの民話ではこの女戦士について話している。

このアマゾンは彼らの歴史で最も有名である。彼女の家、または石造りの搾乳所がまだ残っている。建物は数百年たっているものなのに、住民の一部が毎年夏中そこで過ごす。全体が石でつくられていて、木材、石灰、土、固めるためのモルタルも使われていない。天井へ向かってピラミッド的な円のかたちをしており、天井には穴があいていて、火が常に平坦部の中心にある。石は長くて薄く、木材の不足を補っている。この家の中心部は9人以下の人間でないと座れない。そこには3箇所の土台または低い丸天井があり、それらは壁の側にある。各土台の間には柱があり、個々に5人が入る。1つの入口では、これらの低い丸天井のうち1つが、固定された石柱である。この時、住民らは彼女はいつもヘルメットを置いていたと言う。反対側には2つの石があり、その上に彼女が剣を置いていたと言われている。彼女はずっと狩猟に夢中になっており、生きている間彼女はあちこちの島やハリーズ島を略奪し、乾燥した土地を広げ続けた。

アウター・ヘブリディーズとセント・キルダの間の、今や水没してしまった土地で狩りをしていた女戦士の似たような話は、ハリス島から報告されている。構造体の前庭はすぐ近くの角状構造に似ている。しかしマーティンの「アマゾン」は、その本来の目的は考古学的事実というより伝説的要素となっている。
群島を彩る数百のcleitean（単数形はcleit）がはるかに知られている。これらのドーム状構造は平らな岩で構成されており、上には芝のキャップが乗っている。これにより風が壁の空洞を吹き抜けていくが、雨をシャットアウトしている。cleiteanは、泥炭、ネット、穀物、保存肉と卵、肥料、干し草を保管するために使われたり、冬期にはヒツジの避難所にも使われた。このセント・キルダ発祥の建物の起源は不明である。しかしこの建物は先史時代から1930年に避難するまでの間継続して使われてきた。1200箇所以上が荒れ果てるか、無傷のcleiteanはヒルタ島にしか残っていない。隣島には170箇所以上がある。現在の村にあるナンバー16と呼ばれるcleiteanは、前壁に初期キリスト教の十字架が組み込まれており、7世紀から現在まで残っていると考えられている。

### 中世の村

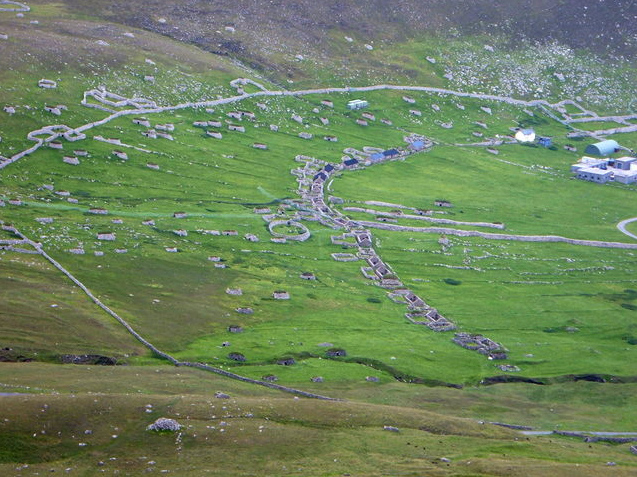
かつての村。ヘッド・ウォールが村の位置を取り囲む。左上にTobar Childa、中央には19世紀の通り。右側には20世紀に入って建てられた軍事基地

中世の村は岸から350m、コナシェアの斜面のふもと、Tobar Childaの近くにある。最古の建物は地下通路で、Taigh an t-Sithiche（妖精の家を意味する）という名の2箇所の離れがあり、紀元前500年から紀元後300年までに作られている。セント・キルダ住民はそれが家または隠れ家だと信じていたが、最近の定説では氷室であったと推測されている。
野に広がる壁の遺跡とcleitean、そして蜂の巣状の離れを残す中世の住宅の残骸が大規模にある。隣は屋根のない長方形構造の「ウシの家」で、島のウシが冬の間入れられていた。ヘッド・ウォールのちょうど外側のTobar Childaは2つの水源によって供給されている。ウシやヒツジが境界内にある耕作地に出入りしないよう、Tobar Childaは村の周囲に築かれていた。そこには全部で25から30の家があった。そのほとんどが典型的なヘブリディーズ・デザインのブラック・ハウス（en、ヘブリディーズ諸島やハイランドで一般的な、モルタルなしで固められた石造の住宅）であった。しかし古い家の一部は持ち送り積みされてできていた。芝を切り取ったというよりむしろ芝で屋根を葺いていた。芝は雨や風を防ぐため使われた。そして古い蜂の巣状の家は、住居というよりむしろ緑で覆われた小塚に似ていた。

### 近代の建物

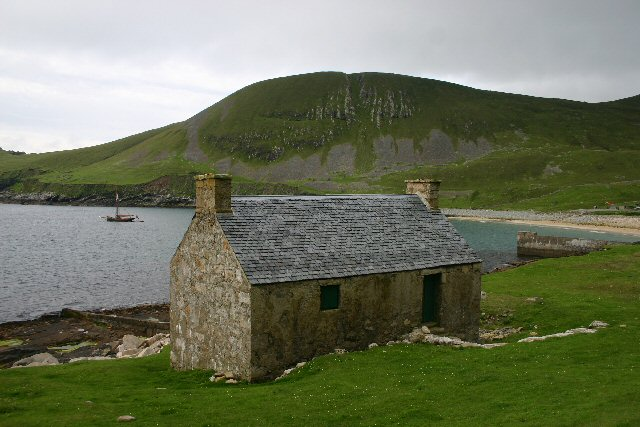
羽毛の保管庫。フルマカモメとカツオドリの羽毛を保管した。

1834年に中世の村が放棄された時に、ヘッド・ウォールが築かれた。そしてTobar Childaと海の間、傾斜した高さ200mの所に新しい区画が計画された。これはデヴォン選出の国会議員、サー・トーマス・ダイク・エクランドが島を訪問した結果できた。原始的な環境に愕然としたエクランドは寄付を行い、これが新たなブラック・ハウス30軒を備えた全く新しい集落建設につながった。これらの家はモルタルなしのドライ・ストーンで築かれ、厚い壁、そして芝で屋根が葺かれていた。各家ごとに通常は小さな窓と、部屋の真ん中で泥炭で火を起こすためその煙を排出するための小さな開口部があるだけであった。その結果、内装はすすで黒くなった。冬になるとウシが家の端を占領するようになり、年に一度は床から藁が取り除かれて、地面にまかれた。新しい住居のいくつかは、1860年10月の強風で傷んだ。修理は単に牛舎の使用に適するようにするだけで十分だった。アラステア・マグレガーの住居の分析によれば、ブラック・ハウスの中にモダンな16軒の亜鉛の屋根が葺かれた家があった。そして新たな土地管理人の家は島民のほとんどの写真で見られ、1862年頃に建設された。
ヒルタ島のさらに強烈な遺跡の1つは、レディー・グランジの家である。レディー・グランジことレイチェル・チーズリーは、ジャコバイトに同情的なグランジ卿ジェームズ・アースキンと25年間の結婚生活を送った。妻が自分のハノーヴァー家への反逆の企みを耳にしすぎたかもしれないと、グランジ卿は考え、彼はレディー・グランジを誘拐させ、6ヶ月間エディンバラに密かに監禁していた。そこから彼女はモナーク諸島へ送られ、2年間孤独に過ごした。彼女はその後1734年から1740年までヒルタに連れて行かれた。「貧しい匂いがする」と彼女は記している。救出の試みが失敗したあと、彼女はアースキンによってスカイ島へ連れていかれ、そこで死んだ。彼女がヒルタで住んだ家は、村の草原にたつ大きなcleitであった.。
ジェイムズ・ボズウェルと、サミュエル・ジョンソンは彼らが1773年にヘブリディーズ諸島をまわった時、主題を議論した。ボズウェルはこう記している。「今日の夕餉の後、我々はレディー・グランジがセント・キルダに送られ、何ら救出されないまま数年閉じ込められたのだという特別な事実の話をした。ジョンソン氏は言った。『手に負えない女性のためにそんな場所があるのだともしマクラウド家の者が知ったなら、彼はセント・キルダを非常に利益を生み出す島に作り上げるだろうね。』」
1860年代、爆発で砕かれた岩で島の上陸地点を改善する試みは成功しなかった。1877年に小さな桟橋が設置されたが、2年後に嵐で流されてしまった。1883年、ネイピア委員会への申し入れが交換用の建物を示唆した。しかしそれは人口過剰局（en）が技師を派遣して翌年に完成させるのに先立つ1年前、1901年のことだった。海岸線の近くには巨大な石がいくつかあり、この石は19世紀のハイランドと島嶼部ではDoirneagan Hirt（ヒルタの小石）として知られていた。
ある時、ヒルタには3つの教会があった。村の中心の墓地の敷地内にあるキリスト教会は、1697年に使用されており島最大であった。しかしこの藁葺き屋根構造の建物は村民全員を収容するには小さすぎたし、会衆のほとんどが儀式の間教会に集まる必要があった。Ruivalの斜面から1km離れたところにセント・ブレンダン教会が築かれ、村の通りの西端にはセント・コランバ教会があった。これらの建物はわずかに残っている。1830年、新しい教会と牧師館が村の東の端に建てられた。土地管理人の家は1860年に建てられた。

### 他の島の建造物

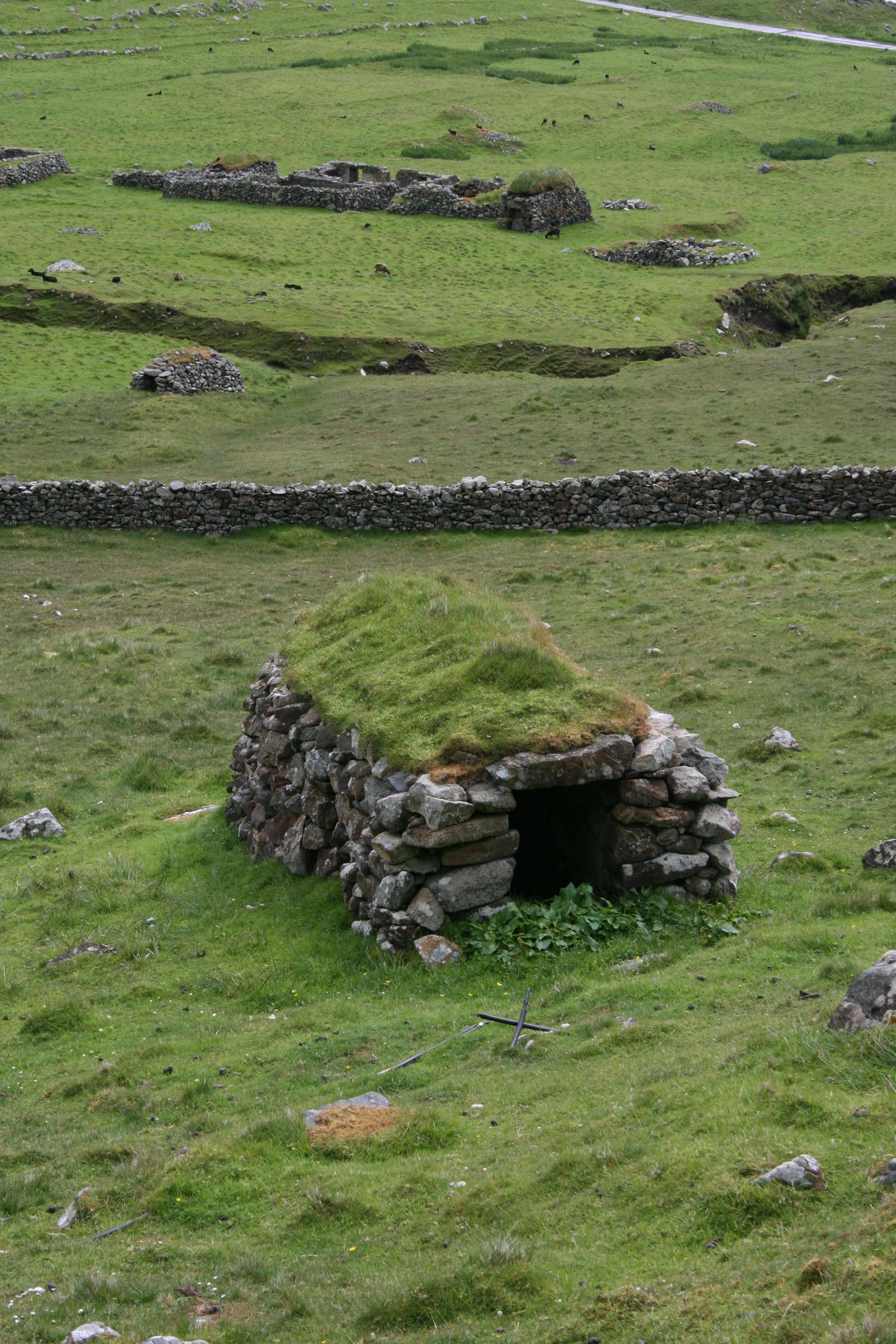
ドライ・ストーンのボシー

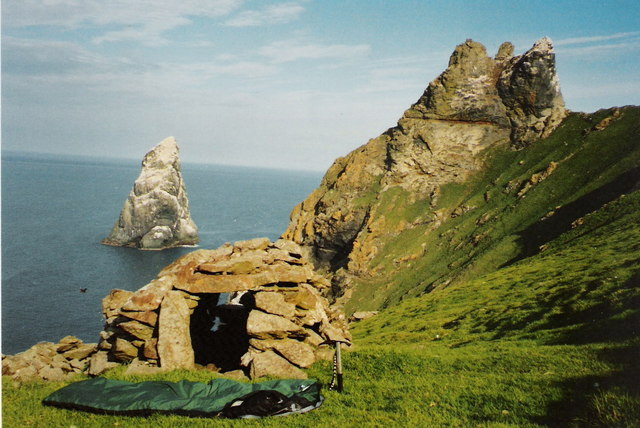
ボーレー島のCleitean MacPhàidein

ダン島のダンとは「砦」を意味する。そこには、遥か遠い昔にフィル・ボルグ族に捨てられたと言われてきた、建物の壊れた壁だけがある。ただ一つの住居、Sean Taigh（古い家）は、自然にできた洞窟で、時にはセント・キルダ住民がヒツジの世話をしたり鳥を捕まえた時の避難所にしていた。
ソアイ島には、Taigh Dugan（ドゥガンの家）として知られる原始的な小屋がある。これは、巨大な石の下に掘った穴と大差がなく、両側には粗末な壁がある。この小屋のいわれは、ルイス島からやってきたヒツジ泥棒の兄弟と関連がある。彼らはセント・キルダにやってきてさらなるトラブルを引き起こした。ドゥガンはソアイ島に追放され、そこで彼は死んだ。Fearchar Mòrという名のもう片方はスタック・アン・アーミンに置き去りにされ、彼はそこで生きることが耐え難くなって海に身を投げた。
ボーレー島はCleitean MacPhàidein（Cleitの村）と呼ばれる3つの小さなボシー（農場労働者や労務者が泊まる宿舎の総称）が自慢である。このボシーは野鳥の狩猟でボーレーに人々がやってくると定期的に使われた。ここにはGleann Mòrのアマゾンの家に似た、Taigh Stallar（家令の家）もある。Gleann Mòrのアマゾンの家よりやや大きく、土台が6つある。地元の伝説では、この家令の家は、地主の家令に対する反乱を主導した「岩の男」によって建てられたという。これは鉄器時代のホイールハウス（en）の一例であっていいだろう。農業分野システムの関連遺跡が2011年に発掘されている。1724年、ヒルタ島での天然痘流行の結果、3人の男性たちと8人の少年たちが翌年の5月までボーレー島に置き去りにされた。少なくとも、スタック・アン・アーミンには保管庫として使われたcleitean78箇所、一箇所の小さなボシーが存在する。小さなボシーは険しいスタック・リーにも存在し、野鳥捕獲者が使っていた。

## メディアと芸術

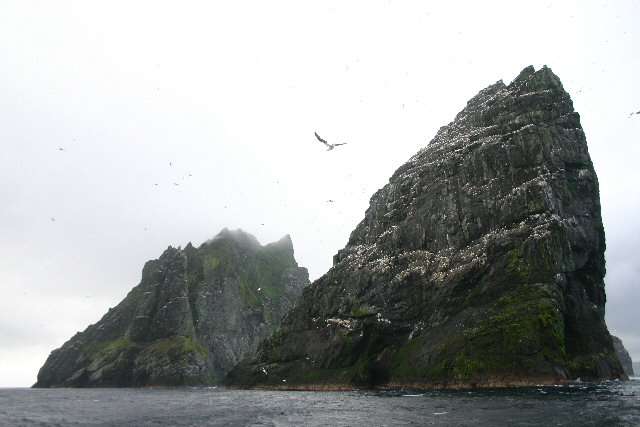
スタック・アン・アーミン

グラスゴーとセント・キルダ間でサービスを提供する汽船会社が、わずか18分の短編サイレント映画、「セント・キルダ、ブリテンで最も孤立した島」（en）を委託した。1928年に封切られ、島民の生活シーンをいくつか見ることができる。1937年、セント・キルダ避難の逸話を知ったマイケル・パウエルは、島の過疎化の危険を取り上げた映画作品「世界の果て」（en:The Edge of the World）を撮った。作品はシェトランド諸島のフーラ島で撮影された。作家ドロシー・ダネットは短編小説"The Proving Climb"をセント・キルダを舞台として書き、1973年にScottish Short Storiesというアンソロジーの中の1つとして出版された。
1982年、スコットランド人映像作家で演劇ディレクターのビル・ドライデンは、セント・キルダでの最後の日々を取り上げた映画Ill Fares The Landをチャンネル4の資金で撮ったが、現在は商業販売されていない。
架空の島Laergが、ハモンド・インズの1962年の小説Atlantic Furyに登場するが、ヒルタ島に基づいている。
スコットランドのフォーク・ロックバンド、ランリグ（Runrig）は、アルバムThe Big Wheelの中でEdge of the Worldという曲をレコーディングしている。この曲は孤立して暮らす住民、そして「セント・キルダの男が冬のある日どのように崖の上へ行ったか」を歌っている。スコットランドのシンガー・ソングライター、ブライアン・マクニールは、セント・キルダ出身の放蕩息子、ユアン・ジリーズという落ち着きのない男についての曲を書いた。このユアンは、成功を求めてセント・キルダを離れ、オーストラリア、そしてカリフォルニアで金の採掘をする。曲の中で彼は富を得るが失ってしまうと歌われ、故郷へ帰り、無力になって島に残ることで終わる。Ewan and the Goldは1991年発表のアルバムBack O' The North Windに収録された。この曲は、マクニールによるスコットランド人のディアスポラについてのオーディオ・ヴィジュアルによる献呈となっている。
2005年、ラジオ・タイムス紙の読者世論調査で、セント・キルダはブリテン諸島における第9の最大の自然の驚異と名付けられた。2007年、スコットランド・ゲール語オペラで、島々についての物語St Kilda: A European Operaがスコットランド政府から資金提供を受けた。作品は2007年の夏至に、オーストリア、ベルギー、フランス、ドイツ、スコットランドの6会場で同時に上演された。永続的な遺産の一部として、この制作ではヒルタに長期間時の経過するカメラが残された。
3部構成のBBCドキュメンタリー・シリーズで、セント・キルダについて特集したBritain's Lost Worldが、2009年6月18日より放送が開始された。
1986年と2004年、セント・キルダを描いた切手がイギリス郵政より発行された。セント・キルダは2009年にクライズデール銀行発行の紙幣の新シリーズにも描かれた。住民の歴史的な写真に基づいた画像が5ポンド紙幣の裏に登場する。
2009年、スコットランド・ゲール芸術エージェンシー、Pròiseact nan Ealanは8月29日に、ギャラリーでの展覧会を含む、セント・キルダ避難79年を記念する計画を発表した。Comhairle nan Eilean Siarも、彼らは具体的な場所としてヒルタ島の利用を除外したものの、セント・キルダの歴史を伝える新しいビジター・センターのため企業化可能性調査を計画している。

## 登録基準
この世界遺産は世界遺産登録基準のうち、以下の条件を満たし、登録された（以下の基準は世界遺産センター公表の登録基準からの翻訳、引用である）。
- (3) 現存するまたは消滅した文化的伝統または文明の、唯一のまたは少なくとも稀な証拠。
- (5) ある文化（または複数の文化）を代表する伝統的集落、あるいは陸上ないし海上利用の際立った例。もしくは特に不可逆的な変化の中で存続が危ぶまれている人と環境の関わりあいの際立った例。
- (7) ひときわすぐれた自然美及び美的な重要性をもつ最高の自然現象または地域を含むもの。
- (9) 陸上、淡水、沿岸および海洋生態系と動植物群集の進化と発達において進行しつつある重要な生態学的、生物学的プロセスを示す顕著な見本であるもの。
- (10) 生物多様性の本来的保全にとって、もっとも重要かつ意義深い自然生息地を含んでいるもの。これには科学上または保全上の観点から、すぐれて普遍的価値を持つ絶滅の恐れのある種の生息地などが含まれる。